# أريبايوس
كان أريبايوس (باليونانية القديمة: Ἀρίβαιος) ملك كبادوكيا وقد قتل من قبل هيركانيا، في وقت قورش العظيم (أي القرن السادس قبل الميلاد)، وفقا لكتاب كيروبيديا لمؤلفه كسينوفون.